# Muńczoł
Muńczoł (także Muńcuł, Muńcoł, dawniej też Menczoł, lub Minczuł; 1165 m) – masyw górski w Beskidzie Żywiecko-Kisuckim.

## Opis szczytu
Znajduje się w Grupie Wielkiej Raczy, jednak nie w jej głównym grzbiecie, lecz w bocznym, który odgałęzia się od Wielkiej Rycerzowej i poprzez Małą Rycerzową, Wiertalówkę, Kotarz, przełęcz Kotarz i Muńczoł ciągnie się aż do doliny Soły w Ujsołach. Grzbiet ten w całości znajduje się na terenie Polski.
Grzbiet Muńczoła oddziela dolinę potoku Danielka od doliny potoku Cicha. Ze szczytu w kierunku północno-wschodnim biegnie stopniowo obniżający się grzbiet, skręcający koło Ujsół na północ. Stoki masywu, szczególnie zachodnie, są strome i lesiste. Na łagodniejszym stoku wschodnim, w pobliżu wierzchołka, znajduje się Hala na Muńczole. W lesie, około 50 m od szczytu Muńcoła znajduje się wychodnia piaskowca. Kazimierz Sosnowski w swym „Przewodniku po Beskidach Zachodnich” wspominał: Wierch Menczoła zalega wielka i nader piękna hala, w jej płd.-wsch. brzegu doskonała woda, a najwyższe jej wygarbienie stanowi szczyt; tuż obok niego w skarlałym lesie dzikie złomiska skalne, a w nich rzekoma zbójecka piwnica ze skarbami.
Przy południowym skraju wspomnianej hali rozpoczyna się leśny rezerwat przyrody Muńcoł, który ciągnie się dalej na południe wschodnimi stokami Muńczoła i Kotarza.
Zachodnie stoki Muńczoła z Ujsół na przełęcz Kotarz trawersuje leśna droga do zwózki drzewa. Prowadzi nią szlak rowerowy. Natomiast przez wierzchołek Muńcuła prowadzi szlak turystyki pieszej z Ujsół na Małą Rycerzową i do bacówki na Rycerzowej (średni czas całej wędrówki – 3.30 h).
Przez szczyt i grzbietem Muńczoła biegnie granica między wsiami Soblówka (atoki wschodnie) i Ujsoły (stoki zachodnie) w województwie śląskim, w powiecie żywieckim, w gminie Ujsoły.
Nazwa góry jest pochodzenia wołoskiego od słowa muncel oznaczającego wzgórze lub pagórek. Stoki Muńcoła są porośnięte lasem, jednak z podszczytowej hali rozciągają się szerokie widoki, szczególnie na grzbiet graniczny od Przełęczy Ujsolskiej po Wielką Rycerzową. Widoczne są stąd szczyty słowackiej Małej Fatry. Interesująco wyglądają grupy Pilska i Babiej Góry, oglądane stąd od południowej strony.

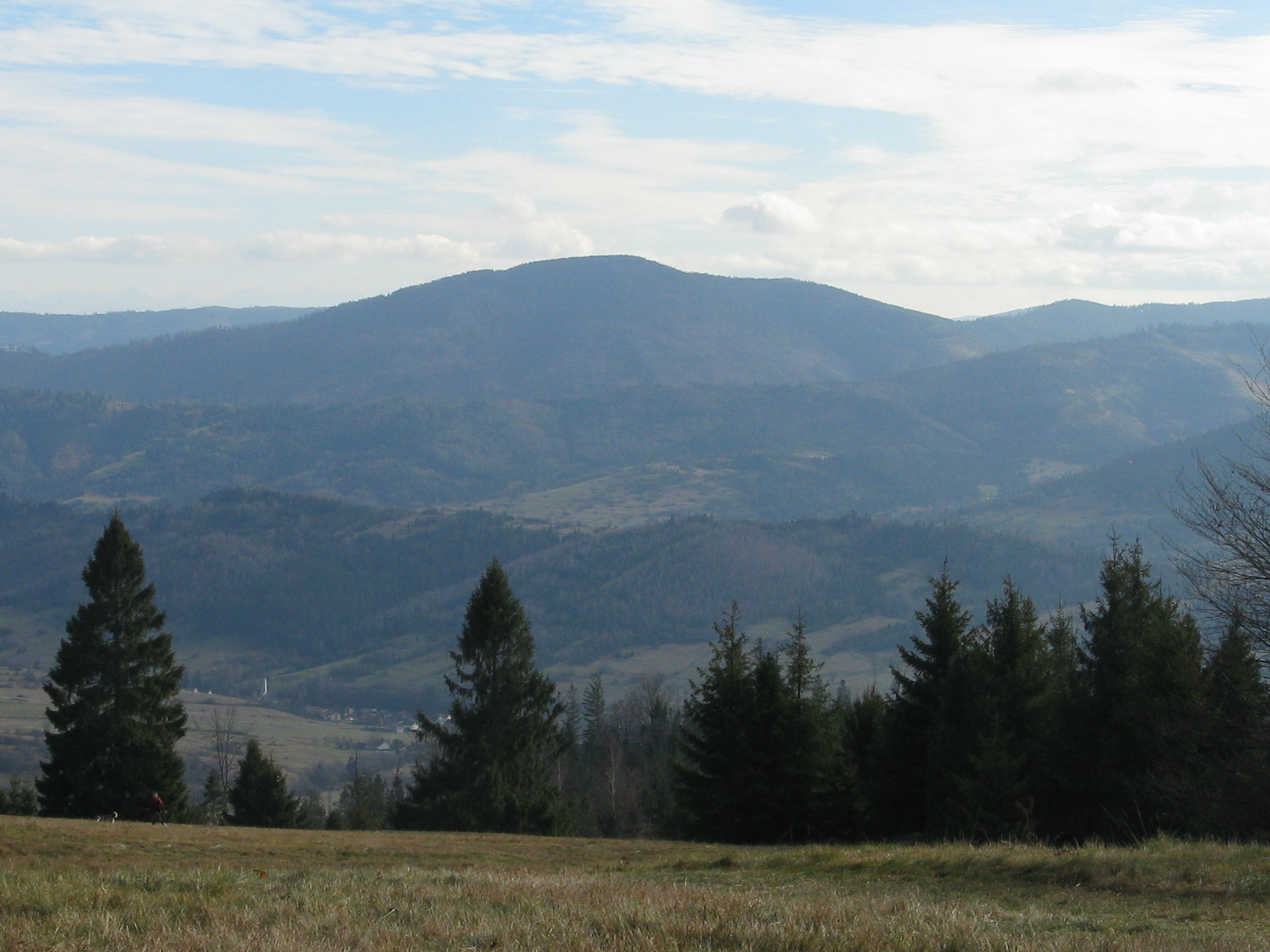
Muńcuł z Rachowca
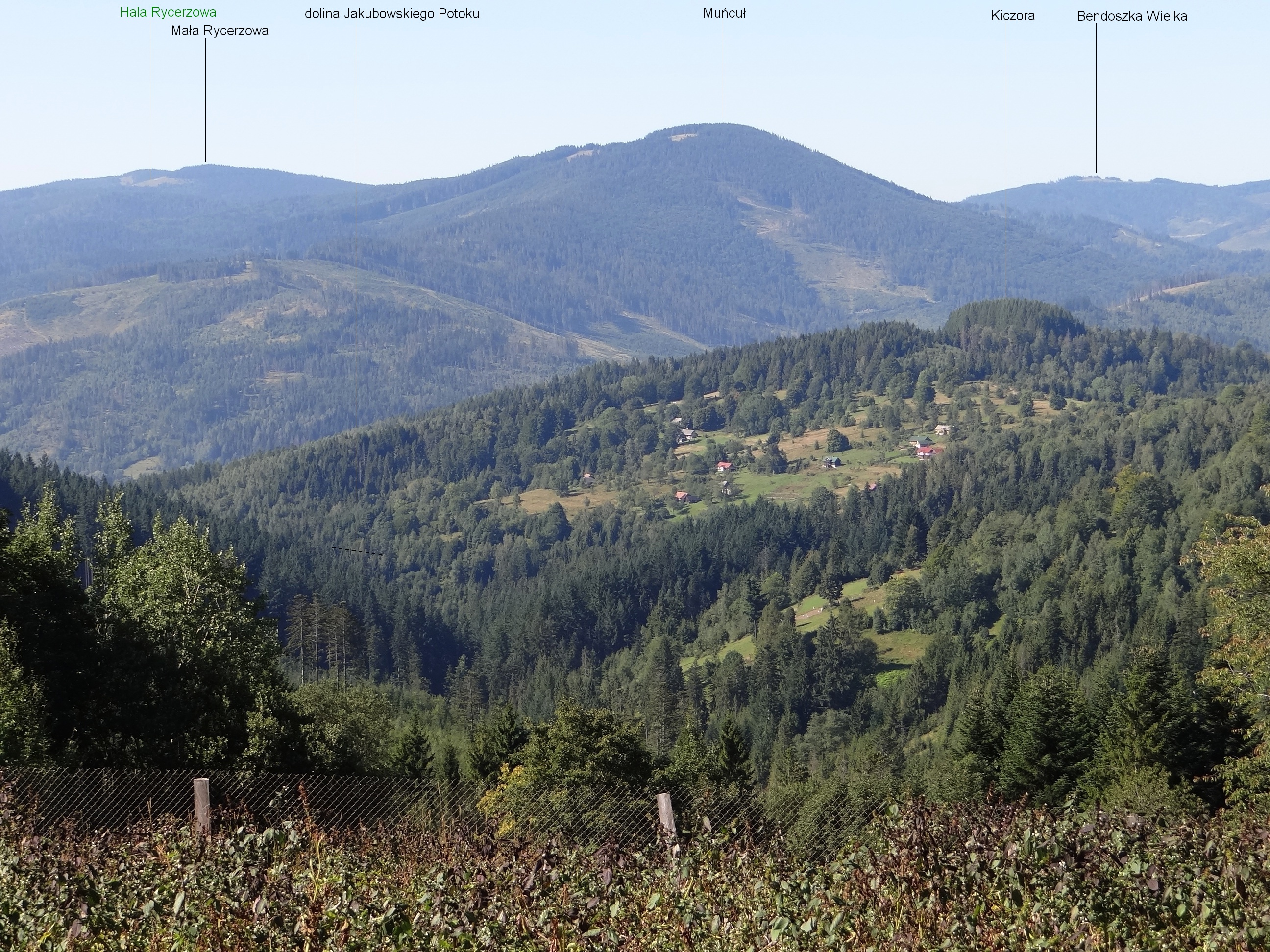
Muńcuł widziany z okolicy Zapolanki

## Szlaki turystyczne
Ujsoły – Muńczoł – Kotarz – Mała Rycerzowa. Czas przejścia na Muńcoł: z Ujsół (PKS) 2 h, z powrotem 1:30 h, z Małej Rycerzowej 1:35 h, z powrotem 1:30 h
 Ujsoły – przełęcz Kotarz – Soblówka